# Pycnocryptodes insinuator
Pycnocryptodes insinuator là một loài tò vò trong họ Ichneumonidae.